# Scooby-Doo et le Monstre de l'espace
Série
Scooby-Doo : Aventures en Transylvanie
(2014) Scooby-Doo : Rencontre avec Kiss
(2015)
Pour plus de détails, voir Fiche technique et Distribution.
Scooby-Doo et le Monstre de l'espace (Scooby-Doo! Moon Monster Madness) est un film d'animation américain réalisé par Paul McEvoy, sorti en 2015 directement en vidéo,.
C'est le 24e long métrage de la série de films avec Scooby-Doo produite par Warner Bros.

## Synopsis
Nos amis gagnent un voyage spatial dans une navette, le Sly Star One, à destination d'une station spatiale dirigée par le milliardaire Sly. Atterrissant en catastrophe sur la Lune, ils vont découvrir que la station est la proie d'un monstre extra-terrestre; mais s'agit-il bien d'un monstre ?

## Fiche technique
- Titre : Scooby-Doo et le Monstre de l'espace
- Titre original : Scooby-Doo! Moon Monster Madness
- Réalisation :  Paul McEvoy
- Musique : Andy Stumer
- Société de production : Warner Bros. Animation
- Pays de production : États-Unis
- Langue : anglais
- Format : couleur
- Genre : Animation, aventure, comédie horrifique et science-fiction
- Durée : 76 minutes
- Dates de sortie :
  - France :  11 février 2015
  - États-Unis : 23 février 2015

## Distribution

### Voix originales
- Frank Welker : Scooby-Doo / Fred Jones
- Matthew Lillard : Sammy Rogers
- Mindy Cohn : Véra Dinkley
- Grey DeLisle : Daphné Blake
- Malcolm McDowell : Sly Baron
- Mark Hamill : Zip Elvin
- Jennifer Hale : Shannon Lucas / Ridley / Launch Manager (voix)
- Kevin Michael Richardson : Uvinous Botango / Drake (voix)

### Voix françaises
- Mathias Kozlowski : Fred Jones
- Éric Missoffe : Sammy Rogers / Scooby-Doo
- Caroline Pascal : Véra Dinkley
- Céline Melloul : Daphné Blake
- Cédric Ingard : Clark Parkman
- Gérard Surugue : Zip Elvin
- Jean-François Aupied : Colt Steelcase
- Barbara Beretta : Shannon Lucas
- Gérard Darier : Sly Baron
- Paul Borne : Hudson Baron / Uvinious Botango
- Stéphanie Lafforge : Ridley
- Olivier Podesta : Uvinious Botango (chant)

## Sortie vidéo (France)
Le téléfilm est sorti sur le support DVD en France :
- Scooby-Doo! et le monstre de l'espace (DVD-9 Keep Case) sorti le 11 février 2015 édité par Warner Bros. et distribué par Warner Home Vidéo France. Le ratio écran est en 1.78:1 panoramique 16:9. L'audio est en Français, Anglais, Espagnol et Allemand 5.1 Dolby Digital avec sous-titres en français, espagnols, néerlandais, allemands et anglais pour sourds et malentendants. En supplément une featurette sur les voyages spatiaux présenté par Mindy Cohn. La durée du film est de 76 minutes. Il s'agit d'une édition Zone 2 Pal[3]